# 隍城站
隍城站（：／ Hwangseong yeok */?）曾为韩国铁路东海南部线上的一个车站，位于庆尚北道庆州市隍城洞，已于1992年废止。